# Juan Tuñas
Juan "Romperredes" Tuñas (ur. 1 lutego 1917, zm. 4 kwietnia 2011) – kubański piłkarz, reprezentant kraju. Podczas kariery występował na pozycji napastnika.

## Kariera klubowa
Podczas kariery piłkarskiej Juan Tuñas występował w kubańskich klubach Juventud Asturiana i CD Centro Gallego. Dobra gra na mundialu w 1938 roku zaowocowała transferem do meksykańskiego klubu Real Club España. Z Real Club España Tuñas trzykrotnie zdobył mistrzostwo Meksyku w 1940, 1942 i 1945 roku.

## Kariera reprezentacyjna
Juan Tuñas występował w reprezentacji Kuby w latach trzydziestych i czterdziestych. W 1938 roku uczestniczył w mistrzostwach świata. Na mundialu we Francji wystąpił we wszystkich trzech meczach, dwóch spotkaniach I rundy z Rumunią oraz przegranym 0-8 meczu ćwierćfinałowym ze Szwecją.